# GameSpot
GameSpot（ゲームスポット）はテレビゲームのウェブサイトであり、テレビゲームについてのニュース、レビュー、プレビュー、ダウンロード、その他の情報を提供している。1996年5月1日、ピート・ディーマー、ヴィンス・ブローディ、ジョン・エプスタインが立ち上げた。後にZDNetに買収され、ZDNetは後にCNETに買収された。2008年、CNETはCBSインタラクティブに買収されたが、2022年、ファンダムに買収され、オーナーとなっている。アレクサによれば、トラフィックの多いサイト400位以内に入っている。
GameSpotのスタッフが書いた情報に加えて、ユーザーがレビューやブログを書くこともでき、フォーラムにも書き込める。フォーラムの一部はCNETが運営する別のウェブサイトGameFAQsと共有している。
2004年、Spike TVが開催したVideo Game Award Showで"Best Gaming Website"に選ばれ、ウェビー賞も何度か受賞している。主な競合サイトはIGN、1UP.com、GameSpy。Compete.comの調査によれば、2008年時点で年間6000万人以上がgamespot.comというドメインを訪れている。
GameSpotのメインページには、最新のニュース/レビュー/プレビューへのリンクがあり、現行プラットフォーム毎のポータルへのリンクがある（2012年5月時点では、Xbox 360、PC、PlayStation 3、Wii、ニンテンドー3DS、PlayStation Vita、iPhone、Android）。また、サイト内で最も人気のあるゲームのリストがあり、興味のあるゲームについて情報を探すための検索エンジンがある。2009年9月からiPhoneとAndroidなどスマートフォンや携帯電話ゲームも対象とするようになった。他にも、ニンテンドーDS、PlayStation 2、PlayStation Portable、NINTENDO 64、ニンテンドー ゲームキューブ、ゲームボーイカラー、ゲームボーイアドバンス、Xbox、PlayStation、セガサターン、ドリームキャスト、ネオジオポケットカラー、N-Gage、といったプラットフォームのゲームを扱っている。

## 歴史
GameSpotはヴィンス・ブローディが2人の友人と共に、サンフランシスコの古い旅行代理店のビルで始めた。当初はPCゲームのみを扱っていた。1996年12月、コンソールゲームを扱う姉妹サイトVideoGameSpot.comを立ち上げている。1997年、VideoGameSpot.comが一時的にVideoGames.comとなり、1998年にはPCとコンソールを統合したGameSpot.comとなった。
2005年10月3日、GameSpotはサイトのデザインをTV.comとよく似たものに変更しており、今では両者は姉妹サイトと見なされている。

### 海外
GameSpot UK（イギリス）は1997年10月に始まり、2002年中ごろまで運営されていた。アメリカとは異なるヨーロッパ中心のコンテンツを提供していた。1999年には PPAi（Periodical Publishers Association interactive）のベストウェブサイト賞を受賞しており、2001年にも同賞にノミネートされている。ZDNetがCNETに買収された際、GameSpot UK はアメリカのサイトに吸収された。2006年4月24日、GameSpot UKが再開された。
GameSpot AU（オーストラリア）も同様な形で1990年代末ごろに存在していたが、2003年に閉鎖となった。CNETのオーストラリア版CNET.com.auが2003年に開設されたとき、Gamespot.com.auのコンテンツはCNET.com.auに吸収された。2006年中ごろフォーラムなどオーストラリア固有のコンテンツを充実させて再開した。

### 日本
日本語版GameSpotが開設されていた時期が2度あり、いずれも米国版GameSpotの主要記事の翻訳のほか、日本独自の記事を掲載していた。
ソフトバンク傘下のZDNet JapanがGameSpotの日本語版を運営していたが、2004年にソフトバンクがZDNetを売却しITmediaに名称変更してから、GameSpotの名称も使わなくなった。同サイトはSOFTBANK GAMESと改称後、ITmediaの一部門として運営されている。
2007年、CNETの日本法人シーネットネットワークスジャパン（現・朝日インタラクティブ）により改めてGameSpot Japanが開設されたが、2012年12月17日に閉鎖された。その後はCNET Japanにコンピュータゲーム関連の記事は掲載されるものの、米GameSpotの翻訳記事は掲載されない。

### 主要スタッフ
- グレッグ・カサヴィン（英語版） – エグゼクティブ・エディタ兼サイトディレクターを務めていたが、ゲーム開発者となるため2007年にGameSpotを辞めた。EAと2K Gamesを経て、2012年現在はSupergiant Gamesでライター兼ディレクターとして働き、Bastionを手がけている[12]。
- ジェフ・ガーツマン（英語版） – エディトリアル・ディレクターを務めていたが、2007年11月28日にGameSpotを辞めた。その後、ゲーム系ニュースサイトGiant Bombを立ち上げた。2012年3月15日、Giant BombをCBSインタラクティブが買収するという発表に続いて、2007年当時のGameSpot経営陣から広告収入を増やすためにレビューのスコアを操作するよう強要されたことがGameSpotを辞めた原因だったことを明らかにした[13]。

## レビューとレーティングシステム
2001年1月、主要な新作ゲームについてのレビューを開始した。編集者が特筆に値すると考える（例えばあまりにもひどい出来などの）ゲームについても動画などでレビューする。動画レビューは、テキスト版のレビューにゲームプレイのクリップを埋め込んだものである。
GameSpotはレビューのガイドラインを詳細に説明しており、レビューについてのFAQも公開している。
2001年後半にGameSpot Completeが導入されると、古いレビューはCompleteメンバーのみが閲覧できるよう変更された。しかし、数カ月後には古いレビューが再び誰でも閲覧できるようになった。
ゲームは、ゲームプレイ、グラフィックス、サウンド、バリュー、レビュアーの好みという5つの観点で判定される。それぞれの観点で1点から10点の点数をつけ、それらを重み付きで平均し、総合スコアを決定する。"superb"（素晴らしい）と判定されて"Editor's Choice"とされるには、9.0以上のスコアが必要である。9.0以上のスコアを取るゲームは少なくないが、パーフェクトの10点を取ったゲームはGameSpot史上でも8本しかない。
2007年6月25日、スコアを0.1刻みではなく0.5刻みで表示するようになった。また、5つの観点の点数も明示しなくなった。その代わり、メダルシステムでそのゲームの特徴（デザインの素晴らしさ、サウンドトラックのオリジナル性、難易度など）を強調できるようになった。GameSpotは新レーティングシステムの方がより具体的だとしている。また、10点満点をとったゲームを従来は"Perfect"と呼んでいたが"Prime"と呼ぶようになった。当時の編集長ジェフ・ガーツマンは、この変更についての疑問に応える形でブログで述べている。
ゲームはプラットフォーム毎に同一プラットフォームでの同種のゲームとの比較で採点される。そのため、同じゲームであってもプラットフォームが違えばスコアも違ってくる。

### ゲーム・オブ・ザ・イヤー
GameSpotでは毎年ベストとワーストのゲーム・オブ・ザ・イヤーを選び表彰しており、「最もがっかりさせたゲーム」、「みんながプレイしたワーストゲーム」、「誰もプレイしていないベストゲーム」、「最も卑劣なプロダクトプレイスメント」といった部門もある。サイトユーザーの投票による賞もある。1998年から2001年まではPCゲームとコンソールゲームで別々に選考していたが、それ以降は分けずに選考している。
これまでのゲーム・オブ・ザ・イヤーを獲得した作品は次の通り（1997年から1999年までのコンソールゲームはvideogames.comによる）。
- 1996年: ディアブロ（PC）[17]
- 1997年: Total Annihilation（PC）[18]
- 1998年: ゼルダの伝説 時のオカリナ（NINTENDO64）[19]とGrim Fandango（PC）[20]
- 1999年: ソウルキャリバー（ドリームキャスト）[21]とエバークエスト（PC）[22]
- 2000年: クロノ・クロス（PS）[23]とシムピープル（PC）[24]
- 2001年: グランド・セフト・オートIII（PS2）[25]とSerious Sam: The First Encounter（PC）[26]
- 2002年: メトロイドプライム（ゲームキューブ）[27]
- 2003年: ゼルダの伝説 風のタクト（ゲームキューブ）[28]
- 2004年: World of Warcraft（PC）[29]
- 2005年: バイオハザード4（ゲームキューブ）[30]
- 2006年: Gears of War（Xbox 360）[31]
- 2007年: スーパーマリオギャラクシー（Wii）[32]
- 2008年: メタルギアソリッド4（PS3）[33]
- 2009年: Demon's Souls（PS3）[34]
- 2010年: レッド・デッド・リデンプション（Xbox 360、PS3）[35]
- 2011年: The Elder Scrolls V: Skyrim（PC、Xbox 360、PS3）[36]

### ワースト・ゲーム・オブ・ザ・イヤー
GameSpotではFlat-Out Worst Game（まったく最悪のゲーム）としてワースト作品も毎年選考している。サイトユーザーの投票でもワーストを選んでいる。
- 1996年: Catfight（PC、2次元格闘ゲーム）
- 1997年: Conquest Earth（PC）
- 1998年: Spawn: The Eternal（PS、アクション）、Trespasser（PC、アクション、FPS）
- 1999年: Superman（N64、アクション）、SkyDive!（PC）
- 2000年: Spirit of Speed 1937（ドリームキャスト、レース）、Blaze & Blade（PC、PRG）
- 2001年: 斬 歌舞伎（Xbox、格闘）、Survivor（PC、テレビ番組の企画もの）
- 2002年: Jeremy McGrath Supercross World（ゲームキューブ、スポーツ）、Gravity Games Bike: Street Vert Dirt（PS2 & Xbox、スポーツ）、Mortal Kombat Advance（GBA、格闘）、Demonworld: Dark Armies（PC）
- 2003年: Gods and Generals（PC） - 小説・映画のゲーム化
- 2004年: Big Rigs: Over the Road Racing（PC、レース）
- 2005年: Land of the Dead: Road to Fiddler's Green（Xbox & PC、FPS）
- 2006年: BOMBERMAN Act:Zero（Xbox 360、アクション）
- 2007年: Hour of Victory（Xbox 360、FPS）
- 2008年: M&Ms Kart Racing（Wii & DS、レース）
- 2009年: Stalin vs. Martians（PC、RTS）
- 2010年: Fighters Uncaged（Xbox 360）

なお、Big Rigs: Over the Road Racingがリリースされたのは2003年である。2011年には受賞作が選ばれなかった。

## ショーとポッドキャスト
GameSpotはアメリカ合衆国、イギリス、オーストラリアのサイトで定期的に音声のポッドキャストを行っている。さらに次のような動画のショーも提供している。
- On the Spot[37] - 毎週放送で、司会も毎回変わる。生放送だったが、2009年に録画に切り換えられ、2011年4月に生に戻った。
- Start/Select[38] - GameSpot UKの毎週放送のショー。司会はGuy Cocker。
- Crosshairs[39] - GameSpot AUの毎週放送のショー。司会はDan Chiappini。

## ガーツマン退社の波紋
2007年11月28日、エディトリアル・ディレクターだったジェフ・ガーツマンは事実上解雇された。間もなくGameSpotの広告スペースを大量に買い取っていたアイドスの圧力が原因ではないかという噂がささやかれるようになった。ガーツマンは同社が発売したKANE&LYNCH: DEAD MENに厳しいレビューとスコアを与えていた。GameSpotと親会社のCNETは、そのレビューとガーツマンの退社は無関係だと述べたが、法的な制約があって真の理由は明らかにできないとした。ガーツマンが辞めてから1カ月後、フリーのレビュアーでGameSpotで8年間レビューを書いていたフランク・プロヴォは「CNET経営陣はジェフを不当な理由で辞めさせたと信じている。CNETは広告主に迎合してレビューに高いスコアを要求しようとしている」と述べ、GameSpotを離れた。
GameSpotのスタッフだったアレックス・ナヴァロ、ライアン・デイヴィス、ブラッド・シューメーカー、ヴィニー・カラヴェラもガーツマンの退社後にGameSpotを離れた。中でもディヴィスはガーツマンがGiant Bombを立ち上げるのを助け、後にシューメーカーとカラヴェラもそれに加わった。ナヴァロはゲーム開発会社Harmonixに入ったが、2010年にはGiant Bombの出資元であるWhiskey Mediaに移った。

## 有償登録
GameSpotにはかつて有償の購読サービス"GameSpot Complete"があった。2006年2月21日、有償購読モデルが変更された。2012年現在は2種類の有償会員サービス Total Access と Plus がある。
Total AccessはGameSpot Completeの後継であり、月額5.95ドル、年間39.95ドルである。GameSpot Plusはもっと安価でサービスも限定されている。
有償登録すると、広告が表示されなくなる。ただし、何らかのコンテストをスポンサーつきで開催している場合、そのスポンサーの広告は有償であっても表示されることがある。例えば、2008年にはストライドガムの広告が有償登録ユーザーであっても表示されていた。
GameSpot Completeにはゲーム店チェーンのEBGames.comでの10%割引という特典があったが、Total Accessにはない。